# Трубникова, Мария Васильевна
Мари́я Васи́льевна Тру́бникова (урождённая Ивашева; 6 (18) января 1835, Петровский Завод, ныне Петровск-Забайкальский, — 28 апреля (10 мая) 1897, Тамбов) — русская писательница, видная поборница женского образования; дочь ссыльного декабриста Василия Ивашева и Камиллы Ле Дантю.

## Биография и общественная деятельность
Родилась в месте ссылки отца. В 1841 году, после смерти родителей и получения высочайшего разрешения покинуть место ссылки, в сопровождении бабушки, сестры Веры и брата Петра переехала в село Архангельское-Репьёвка Симбирской губернии, где дети воспитывались у сестры отца — Екатерины Петровны (в замужестве княгини Хованской) — под фамилией Васильевых (по имени отца). По указу 1856 года семье декабриста Ивашева были возвращены фамилия и дворянство.
В 1854 году выйдя замуж за издателя-редактора «Биржевых Ведомостей» К. В. Трубникова, переселилась в Петербург. Её салон в Петербурге стал местом встреч либералов и радикалов. Близко сойдясь с Н. В. Стасовой основала в 1860 году Общество дешёвых квартир, а в 1862 году — Общество переводчиц, в состав которого вошли выдающиеся представительницы женского движения того времени. Общество ставило своей задачей дать русским женщинам возможность существования исключительно умственным трудом, а также создать в России систему высшего женского образования. Трубникова и Стасова привлекали к этому делу людей науки и крупных деятелей литературы.
В браке имела четырёх дочерей: Ольгу (в замужестве Буланову-Трубникову), Марию (в замужестве Вырубову), Екатерину (Решко) и Елену (Никонову).
В 1861 г. после поездки в Европу Трубникова вела переписку с Женни д’Эрикур и та помогла ей установить контакты с известными европейскими феминистками — Жозефиной Батлер и Марией Гегг. С тех пор Трубникова не прерывала связь с выдающимися деятельницами по женскому движению во Франции, Англии, Швейцарии и Северной Америке, сообщая им о положении женского дела в России. Участвовала в некоторых иностранных изданиях, таких как «Now a day». Джон Стюарт Милль прислал ей в 1868 году своё известное письмо к русским женщинам (см. «The Subjection of Women»).
Умерла 28 апреля (10 мая) 1897 года в Тамбове; похоронена в Петербурге на кладбище Воскресенского Новодевичьего монастыря (Правая часть, дор. 10, уч. 31).

## Литературно-творческая деятельность
Трубникова сотрудничала в издававшихся её мужем «Журнале для акционеров» (1858) и «Биржевых ведомостях» (1863—1869), заведуя литературным отделом, переводами и библиографией; в «Санкт-Петербургских ведомостях» (1869), где, например, полемизировала о женском вопросе с Н. С. Лесковым, «Вестнике Европы» (1871—1884; ряд переводов), «Новом Времени» (1876; обзоры иностранной журналистики и переводы беллетристических произведений) и, наконец, в издании Е. Львовой «Переводы отдельных иностранных романов».
Под её редакцией и ей самой был переведён ряд сочинений по естествоведению, истории, публицистике и детской литературе.